# Ренвиль (Верхняя Гаронна)
Ренви́ль (фр. Renneville, окс. Renevila) — коммуна во Франции, находится в регионе Юг — Пиренеи. Департамент — Верхняя Гаронна. Входит в состав кантона Вильфранш-де-Лораге. Округ коммуны — Тулуза.
Код INSEE коммуны — 31450.

## География

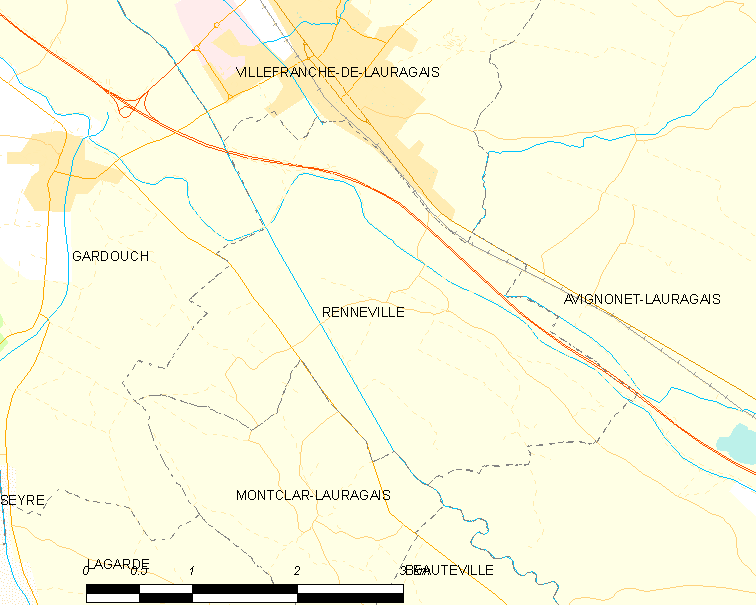
Карта коммуны

Коммуна расположена приблизительно в 610 км к югу от Парижа, в 34 км к юго-востоку от Тулузы.
По территории коммуны протекает река Эр-Мор и проходит Южный канал.

## Климат
Климат умеренно-океанический. Зима мягкая и снежная, весна характеризуется сильными дождями и грозами, лето сухое и жаркое, осень солнечная. Преобладают сильные юго-восточные и северо-западные ветры.

## Население
Население коммуны на 2010 год составляло 506 человек.
| 1962 | 1968 | 1975 | 1982 | 1990 | 1999 | 2010 |
| ---- | ---- | ---- | ---- | ---- | ---- | ---- |
| 204  | 215  | 222  | 262  | 334  | 334  | 506  |

## Администрация
| Период | Период | Фамилия        | Партия | Примечания |
| ------ | ------ | -------------- | ------ | ---------- |
| 2001   | 2014   | Ив Маркье      |        |            |
| 2014   | 2020   | Жан-Люк Морель |        |            |

## Экономика
В 2010 году среди 317 человек трудоспособного возраста (15—64 лет) 253 были экономически активными, 64 — неактивными (показатель активности — 79,8 %, в 1999 году было 68,7 %). Из 253 активных жителей работали 243 человека (134 мужчин и 109 женщин), безработных было 10 (3 мужчин и 7 женщин). Среди 64 неактивных 22 человека были учениками или студентами, 23 — пенсионерами, 19 были неактивными по другим причинам.

## Достопримечательности
- Церковь Св. Иакова
- Акведук Вут через реку Эр-Мор (1688—1690 годы). Часть Южного канала. Исторический памятник с 1998 года[4]